# Art déco

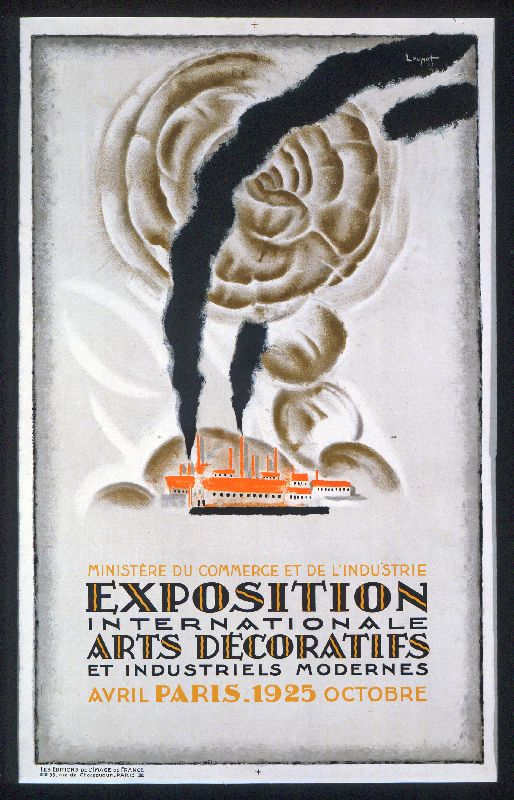
Poster Expo 1925 art décoratif

Art déco (IPA: [aʁdeˈkoː] oder [aːʁdeˈkoː], anhörenⓘ; kurz für französisch art décoratif, ‚dekorative Kunst‘) ist ein Stilbegriff, der auf die Formgebung in vielen Gestaltungsbereichen wie Architektur, Möbel, Fahrzeuge, Kleidermode, Schmuck oder Gebrauchsgegenstände angewandt wird. Art déco ist die Abkürzung für die Ausstellung  Exposition internationale des arts décoratifs et industriels modernes aus dem Jahr 1925 in Paris. Im Sprachgebrauch wandelte sich die Kurzbezeichnung von arts décoratifs in art déco Auch Gemälde und Illustrationen entstanden im Stil des Art déco. Er kam Ende des 19. Jahrhunderts auf und hatte seine Hochphase seit den 1920er-Jahren bis zum Zweiten Weltkrieg, findet jedoch auch seitdem immer wieder Eingang in den künstlerischen Ausdruck.

## Merkmale

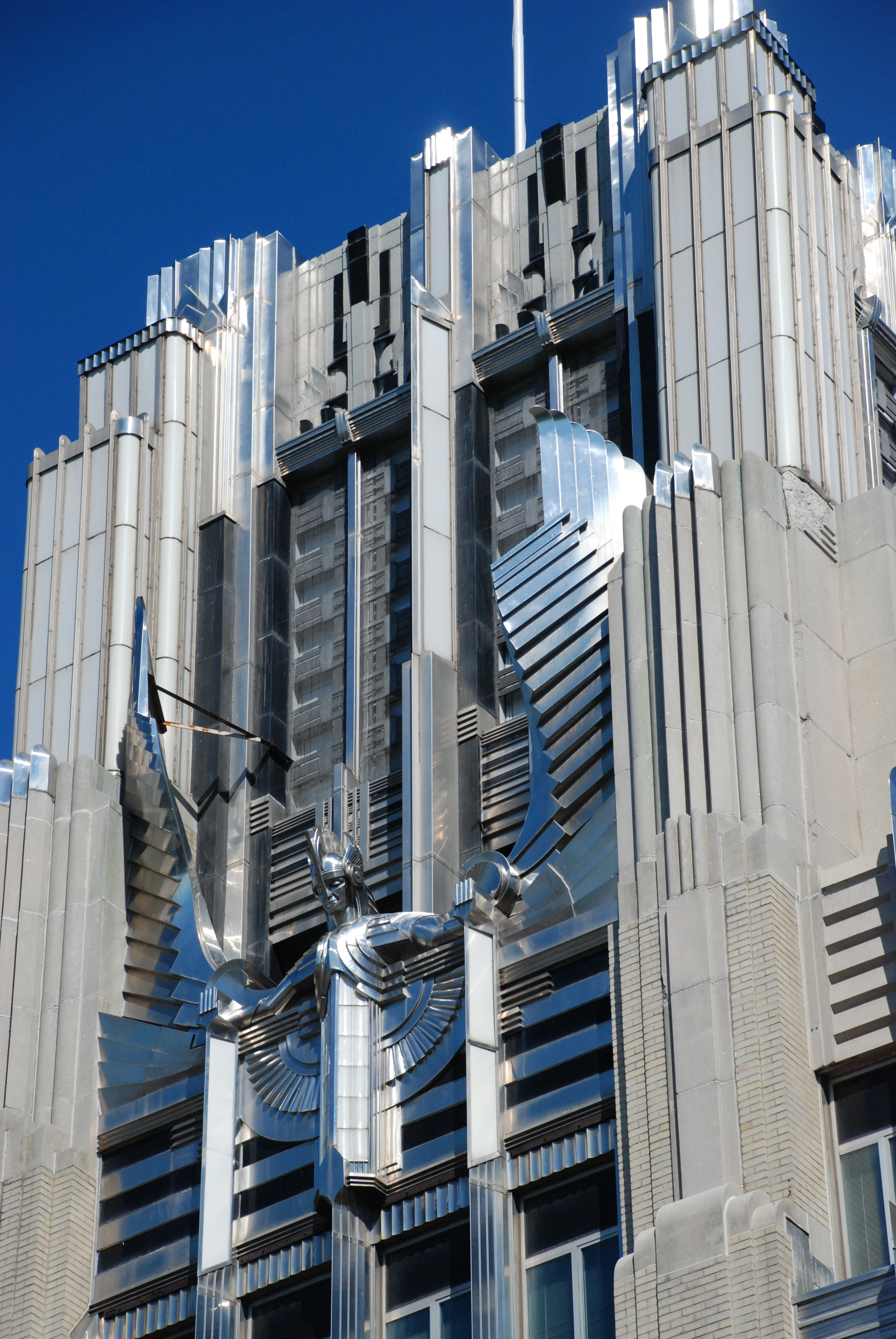
Niagara Mohawk Building von 1932, Syracuse (New York)

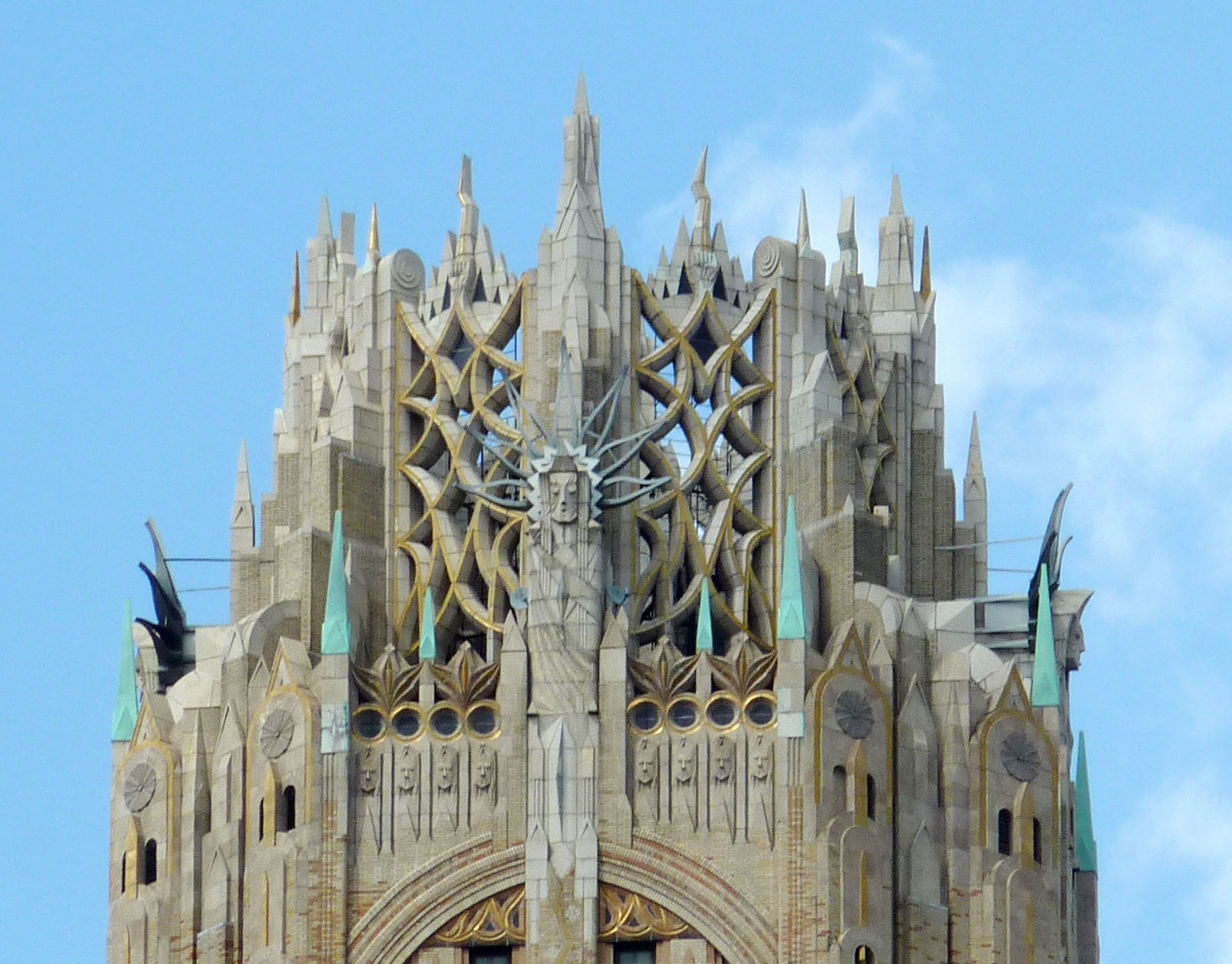
Art-Déco-Spitze am Hochhaus 570 Lexington Avenue von 1931, New York City

Dem Art déco fehlt ein eindeutiges zugrundeliegendes Stilmerkmal oder eine stilbildende Anschauung, was vor allem durch die – im Gegensatz etwa zum Jugendstil (Art nouveau) – erst in den 1970er Jahren definierte Zusammenführung zu einer Stilrichtung erklärt wird. Vielmehr handelt es sich um eine Entwicklung inmitten des generellen Aufbruchs der Klassischen Moderne, bei der die gestalterische Verbindung von Eleganz der Form, Kostbarkeit der Materialien, Stärke der Farben und Sinnlichkeit des Themas im Vordergrund stand. Vieles davon war schon im Jugendstil angelegt – vor allem im französischen, wo man im Überflüssigen das Notwendigste sah: „Le superflu, chose si nécessaire“ von Voltaire (deutsch: „Das Überflüssige, eine sehr notwendige Sache“).
Der Name zielt auf die prägenden dekorativen Elemente und Gestaltungsabsichten des Art déco ab. Charakteristisch für den Art déco ist die stilisierte und flächige, symmetriebetonte Darstellung floraler und organischer Motive. Das Fehlen von Natürlichkeit und Schatten vermittelt den modernen und oft plakatartigen Eindruck, den die Kunst dieser Epoche macht. Die industrielle Fertigung sowie die unbeschwerte eklektische Mischung von Stilelementen unterschiedlicher Herkunft sind ebenfalls wichtige Merkmale.

## Entstehung und Verbreitung

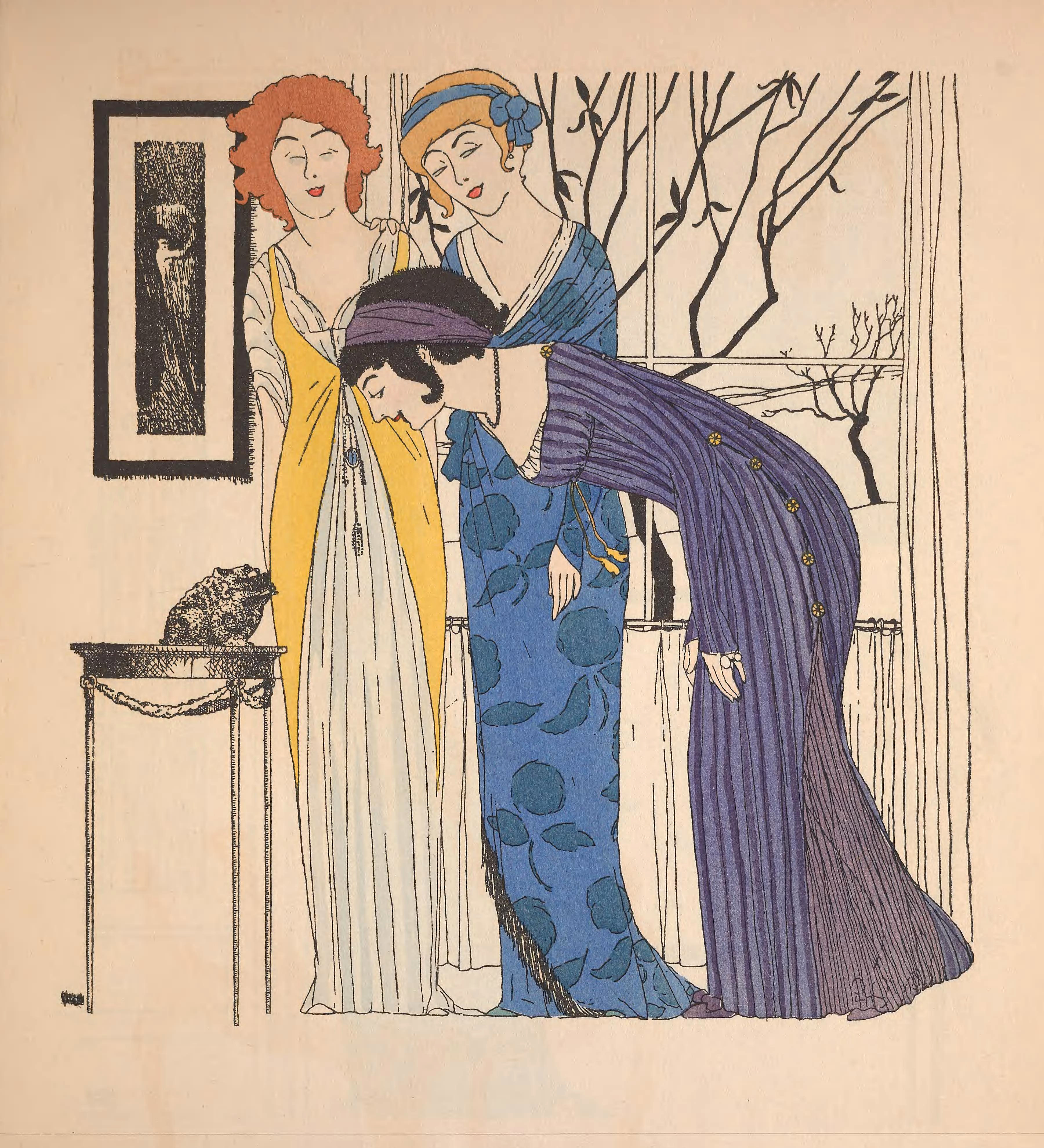
Modezeichnung, Paul Iribe für Paul Poiret, Paris 1908

Die Wurzeln des Art déco liegen im Jugendstil.
Einer der Ursprünge des Art déco findet sich in der Gründung der Münchner Zeitschrift Jugend im Jahr 1896 im Verlag von Georg Hirth und in dem dort bevorzugten künstlerischen Stil, ein anderer in der Gründung der Wiener Werkstätte durch die Secessionskünstler Josef Hoffmann und Koloman Moser und den Industriellen Fritz Wärndorfer im Jahr 1903. Ihrerseits beeinflusst durch die geradlinigen Formen des englischen und schottischen Jugendstils (Art Nouveau, Charles Robert Ashbee, Charles Rennie Mackintosh und Mackay-Hugh Baillie-Scott), nahmen Hoffmann und Moser mit ihren orthogonalen Entwürfen für elegante Inneneinrichtungen vieles von dem vorweg, was noch in den späten 1920er und 1930er Jahren als modern gelten konnte. Mit dem Eintritt von Dagobert Peche im Jahre 1915 war der Weg der Wiener Werkstätte hin zum Art déco endgültig festgelegt.
Zeitgleich entwickelten sich in Europa verschiedene funktionalistische Kunstrichtungen wie etwa der Esprit Nouveau in Frankreich, De Stijl in den Niederlanden oder Bauhaus in Deutschland. Diese traten mit dem Art déco zwar teilweise in Wechselwirkung, stellten grundsätzlich jedoch gegensätzliche Bewegungen dar.

## Höhepunkt des Art déco in Frankreich
Das Zentrum des Art déco und sein Impulsgeber war die Metropole Paris, wo 1925 die Ausstellung mit dem Titel Exposition internationale des Arts Décoratifs et industriels modernes stattfand. Führende französische Künstler, die sich bereits 1901 zur „Société des artistes décorateurs“ zusammengeschlossen hatten, hatten die Veranstaltung bereits für 1915 geplant, konnten sie jedoch wegen des Ersten Weltkriegs nicht durchführen. Couturiers wie Jacques Doucet und Paul Poiret machten durch innovative Modeentwürfe ihre Vorgaben und wirkten vor allem mäzenatisch durch ihre Sammlungen und die Vergabe von Inneneinrichtungsaufträgen.
Seine Ideen bzw. Anregungen bezog der Art déco aus allen, auch den ihm entgegengesetzten, Entwicklungsrichtungen der modernen Kunst, die in Paris wie an keinem anderen Ort gebündelt waren: die Farben der Fauves um Henri Matisse; das Aufsplittern der Formen im Kubismus von Georges Braque und Pablo Picasso; die Verehrung der Technik durch die Futuristen um Umberto Boccioni; und sogar den auf Ornamente verzichtenden Funktionalismus. In Frankreich und damit in Europa erlebte der Art déco seinen Höhepunkt in den Jahren von 1924 bis 1928. Sein Einfluss ging jedoch aufgrund der Folgen der Weltwirtschaftskrise seit 1930 deutlich zurück.
Paul Iribe und andere führten den Art déco in den USA ein, wo er sich über die Architektur, das Musical und den Film rasch entfaltete.

## Namensgebung
Nach einer späteren Neuauflage der Exposition internationale des Arts Décoratifs et industriels modernes als Retrospektive unter dem Titel Les Années 25 wurde die Bezeichnung Art déco auf den dort vorherrschend gezeigten Stil angewendet. Bis zu diesem Zeitpunkt waren Bezeichnungen wie Style Moderne, Französischer Stil und Style 25 gebräuchlich.
Der Name Art déco tauchte erstmals 1966 als Titel eines Artikels von Hilary Marvin Gelson in der Zeitung The Times auf; kurz danach wurde er von Osbert Lancaster im Titel eines Buches verwendet. Durch das Buch Art déco von Bevis Hillier wurde die Bezeichnung im Jahr 1968 im englischen Sprachraum vollständig etabliert und konnte sich etwa gegen Jazz Age und Modern Style durchsetzen.

## Bereiche des Art déco

### Gebrauchsgegenstände und Industrielles Design

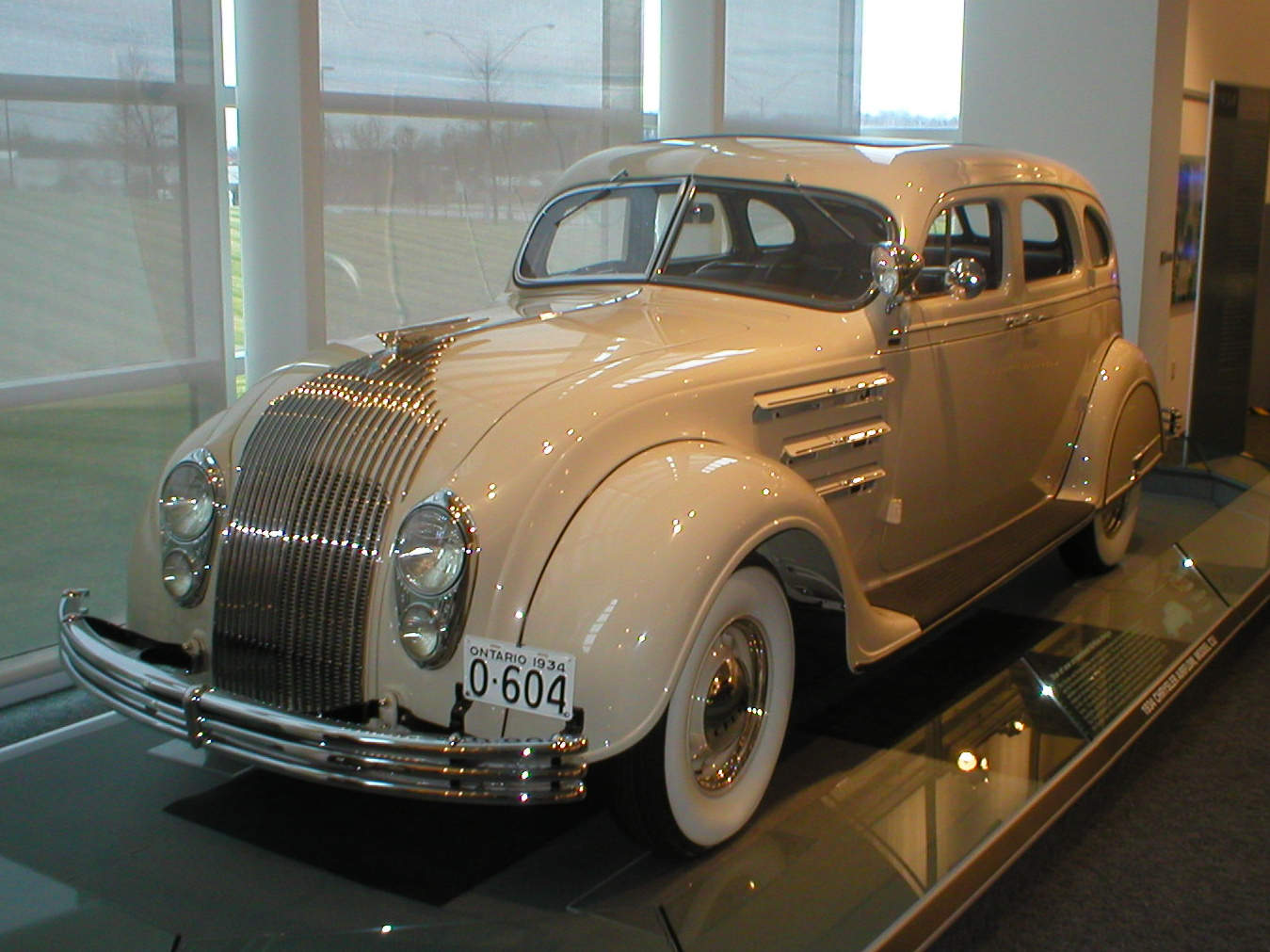
Chrysler Airflow sedan; Design von Carl Breer, 1934

Vor allem im Bereich des Kunst- und Antiquitätenhandels setzte sich die Bezeichnung Art déco rasch durch und bezeichnete einen Stil, der vor allem in den 1920er und 1930er Jahren geprägt wurde und sich gegenüber den vorhergehenden Stilrichtungen, vor allem dem Jugendstil, absetzte. Kennzeichnend für Objekte dieses Stils waren vor allem die gestalterischen Elemente und ein abstrahierendes Dekor, die durch die Verwendung von hochwertigen oder auch neuen und damit exotischen Materialien einhergingen. Aus dem Industriedesign wurden Materialien verfügbar, die aufgrund der Massenherstellung preisgünstig waren, vor allem Kunststoffe sowie verchromte Metalle. Hinzu kamen vereinfachte Gestalteigenschaften, die sich beispielsweise in stromlinienförmigen Fahrzeugen, so im Zug- und Automobildesign des Art déco, oder in entsprechend geformten Küchengeräten der Zeit wiederfinden.
In Frankreich selbst wurde der Stil nicht nur über umfassende Ausstellungen, sondern über neu gegründete Einrichtungshäuser und die Entwurfsabteilungen einiger Warenhäuser wie Desny, Dominique und die Société DIM (Décoration Intérieure Moderne) verbreitet. Bei den qualitativ anspruchsvollsten Werken, etwa denen des großen französischen Möbeldesigners und Perfektionisten Jacques-Émile Ruhlmann, oder denen der Silberschmiede Jean Puiforcat und Tétard, hält sich die Ornamentierung zugunsten klarer Formen und der reinen Oberflächenwirkung der Materialien zurück. Bei Porzellan- und Keramikdekoren, Stoffen, Plakaten und auch bei Bucheinbänden kontrastieren starke, reine Farben miteinander.

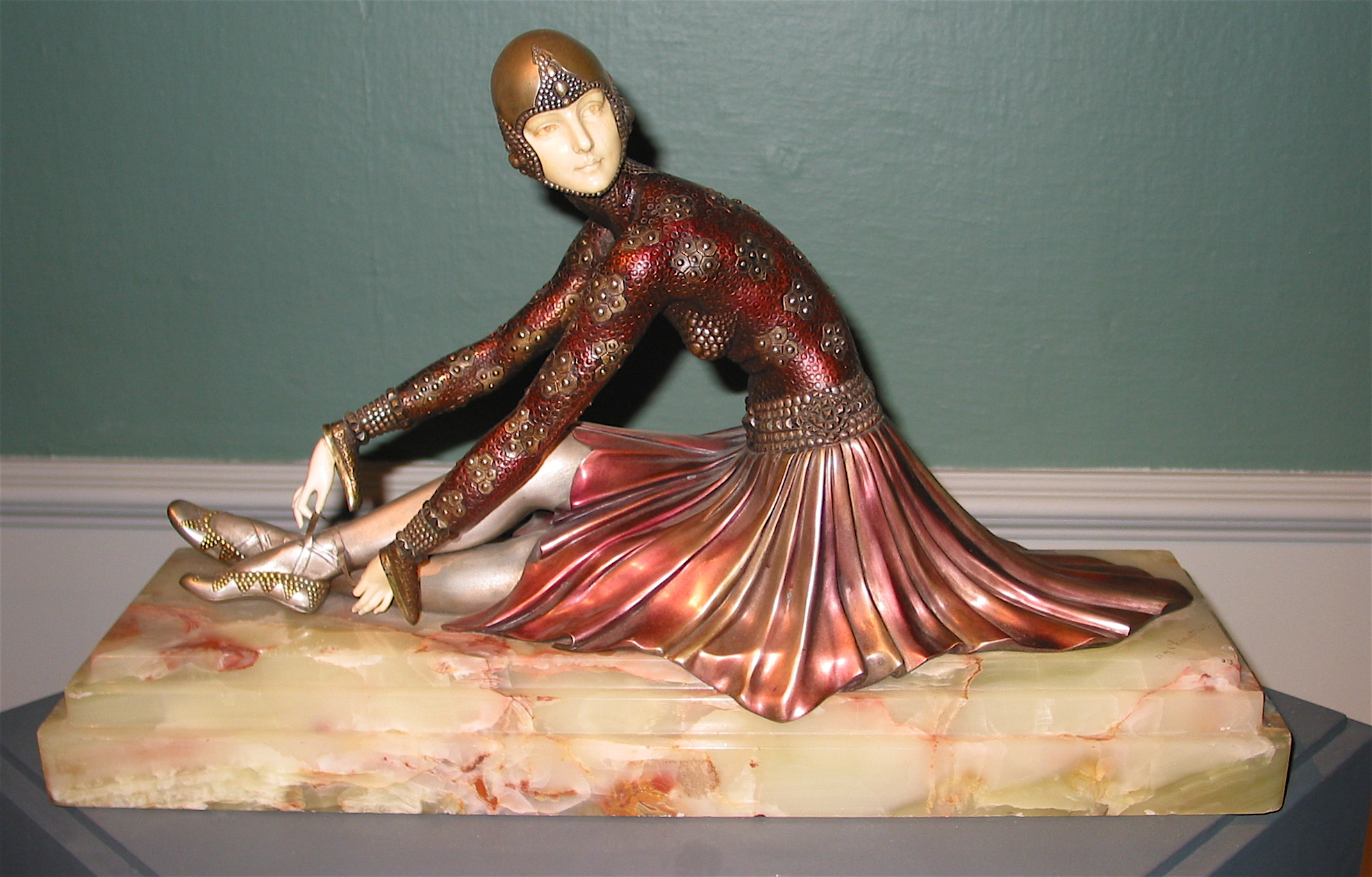
Art-déco-Skulptur von Demétre Chiparus
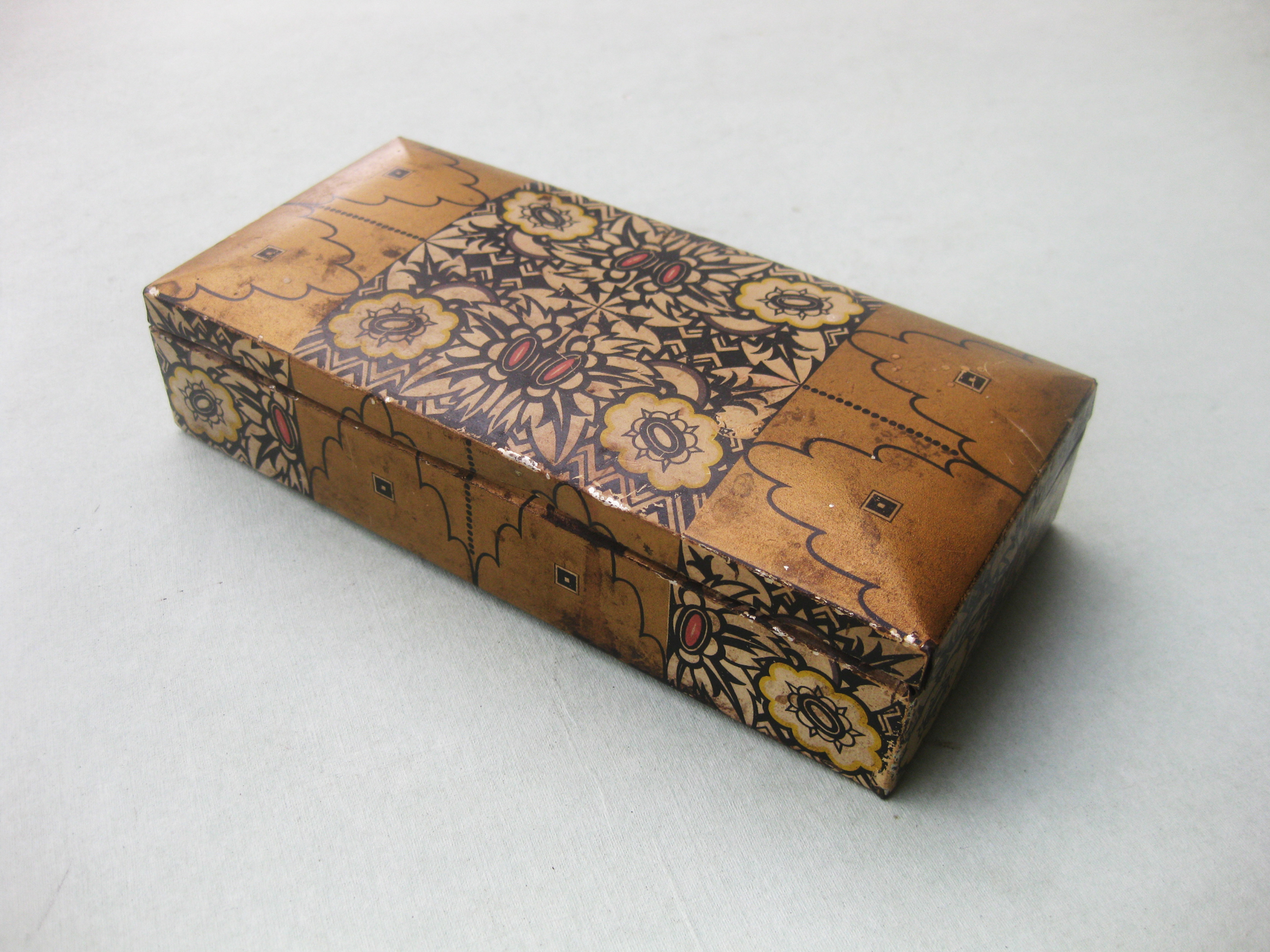
Keksdose entworfen von Emanuel Josef Margold für Bahlsen, 1917
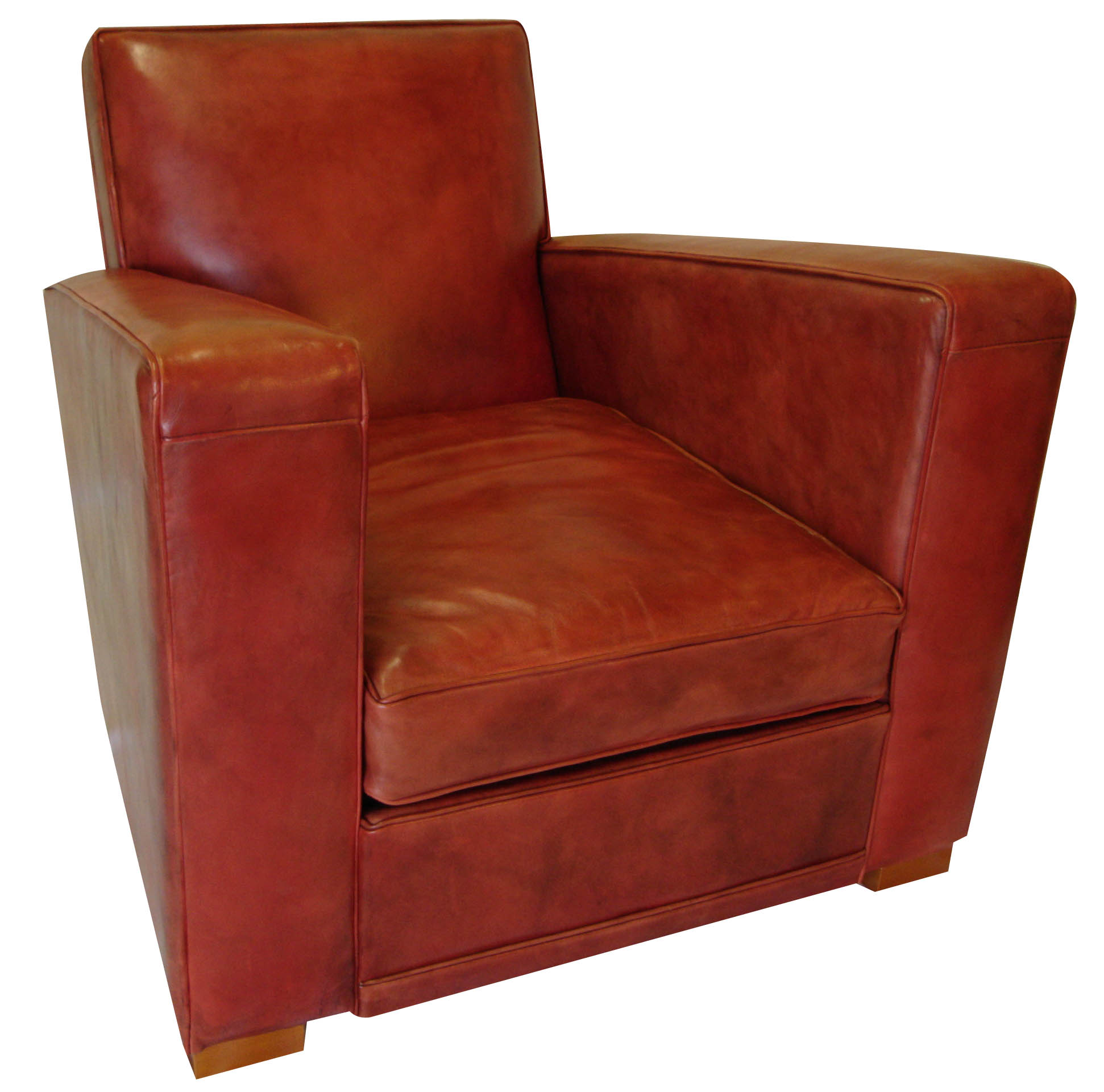
Art-déco-Sessel
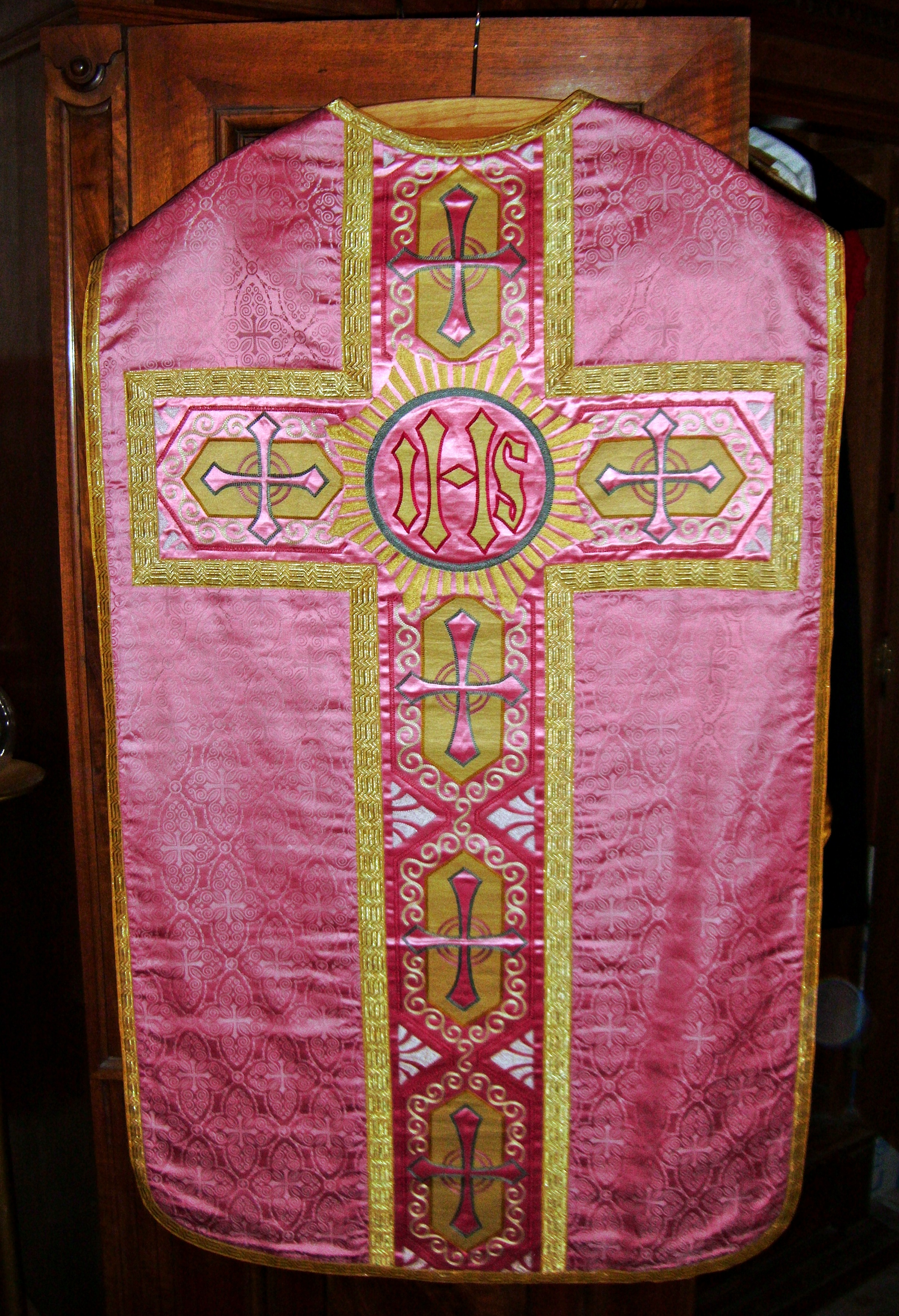
Rosa Kasel, Art déco, ehemals Speyerer Dom, jetzt Stiftskirche Neustadt an der Weinstraße

### Architektur
Der Ausdruck ist für Architektur im deutschsprachigen Raum weniger üblich, zumal die Abgrenzung zum Expressionismus nicht klar definiert ist. Verwendet wird der Ausdruck vor allem für die Innenausstattung von Gebäuden (siehe auch die untenstehenden Beispiele).
Etwa gleichzeitig entwickelte sich in der neu entstandenen Tschechoslowakei der Rondokubismus.
Das Berliner Renaissance-Theater ist das einzige vollständig erhaltene Art-déco-Theater Europas. Der letzte große Kinosaal im Art-déco-Stil in Deutschland im denkmalgeschützten Metropol in Bonn ist Vergangenheit, seit ein neuer Besitzer das Gebäude 2005 erworben und 2010 nach Abriss der Art-déco-Inneneinrichtung zu einer Buchhandlung umgebaut hat. Einer der wenigen Museumsbauten im Stil des Art déco ist der Komplex des Grassimuseums in Leipzig, dessen Pfeilerhalle einen der bedeutendsten Innenräume dieser Architektur darstellt. Auch die fünftgrößte Kirche der Welt, die Nationalbasilika des Heiligen Herzens in Brüssel, ist im Art-déco-Stil gebaut.
Beispiele für eine geschlossene Stadtanlage im Stil des Art déco sind Reims, das nach der Zerstörung im Ersten Weltkrieg in den 1920er Jahren wieder aufgebaut wurde, oder Napier (Neuseeland) mit dem Wiederaufbau nach dem Hawke’s-Bay-Erdbeben von 1931. Auch in Mackay in Australien, das 1918 durch einen Zyklon zu 80 % zerstört wurde, entstanden beim Wiederaufbau viele Häuser im Art-déco-Stil. Bekannt ist ebenfalls das Art-déco-Viertel in Miami Beach. In der Stadt bestehen weltweit die meisten erhaltenen Art-déco-Gebäude, gefolgt vom indischen Mumbai mit seinen Art-déco-Ensembles. Weniger bekannt ist dagegen, dass in der Hauptstadt West-Javas, Bandung, seinerzeit auch deswegen „Paris von Java“ genannt, zahlreiche sehenswerte Art-déco-Gebäude wie zum Beispiel die Villa Isola (Architekt: C. P. Wolff Schoemaker) oder das Hotel Savoy Hohmann gebaut wurden. Auch zahlreiche Neubauten in Bandung orientieren sich noch heute an den Art-déco-Bauten der Stadt. Auch die Hauptstadt von Eritrea, Asmara, wurde in den 1930er Jahren im Art-déco-Stil erbaut. In diesem Stil wurde auch das Gebäude des Manila Metropolitan Theaters errichtet.

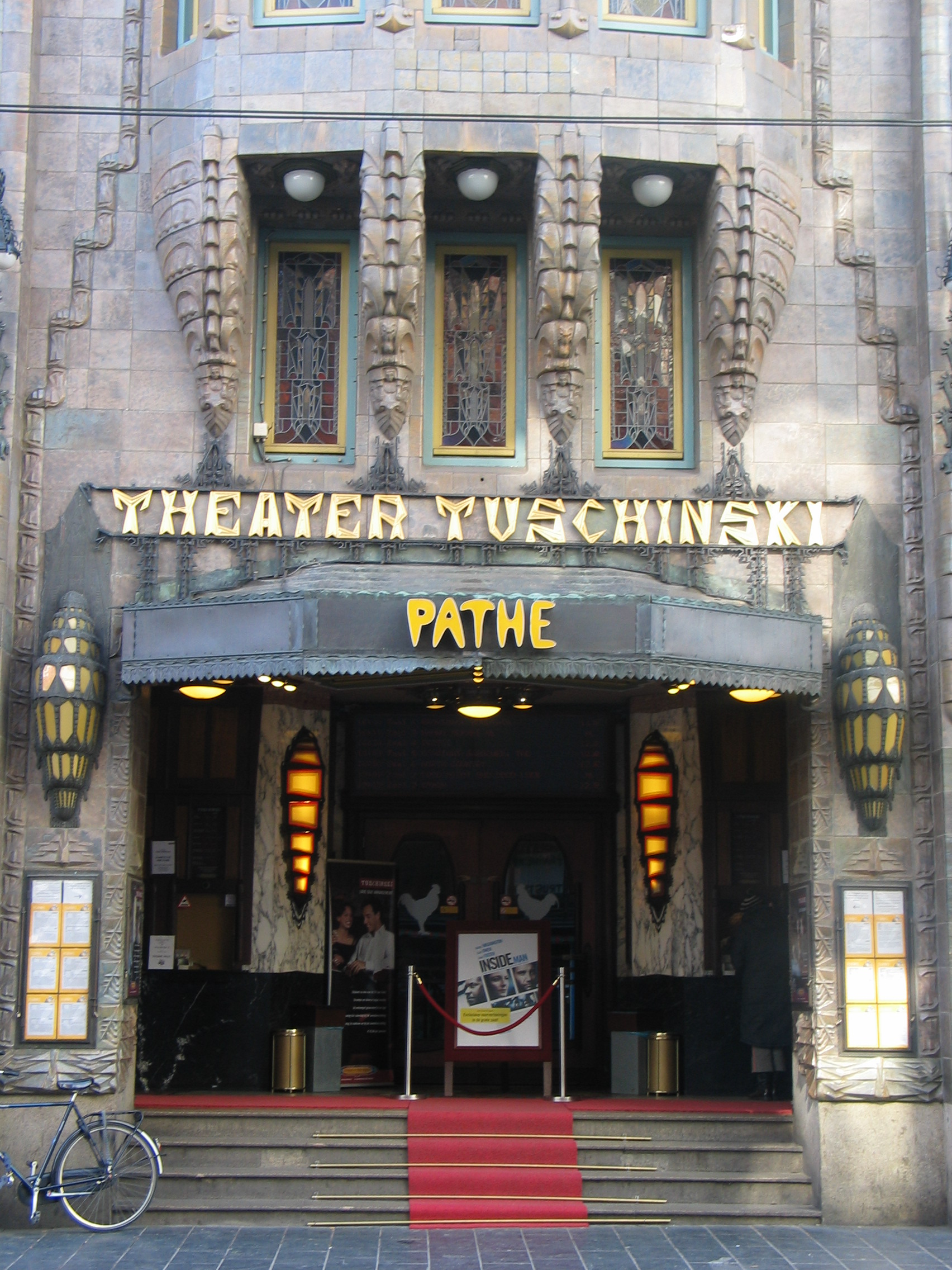
Tuschinski-Theater in Amsterdam (erbaut 1922)
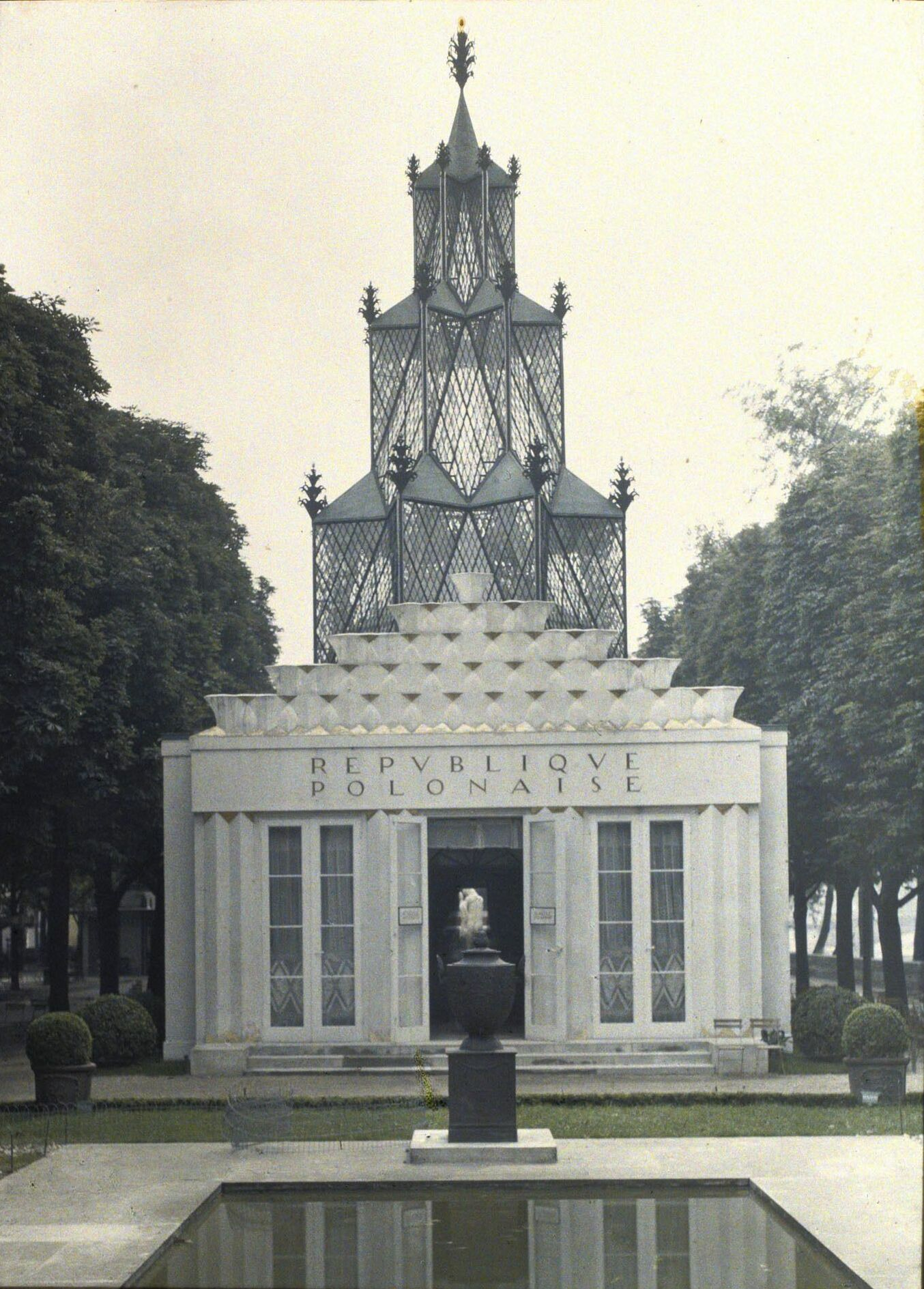
Polnischer Pavillon in Paris (1925)
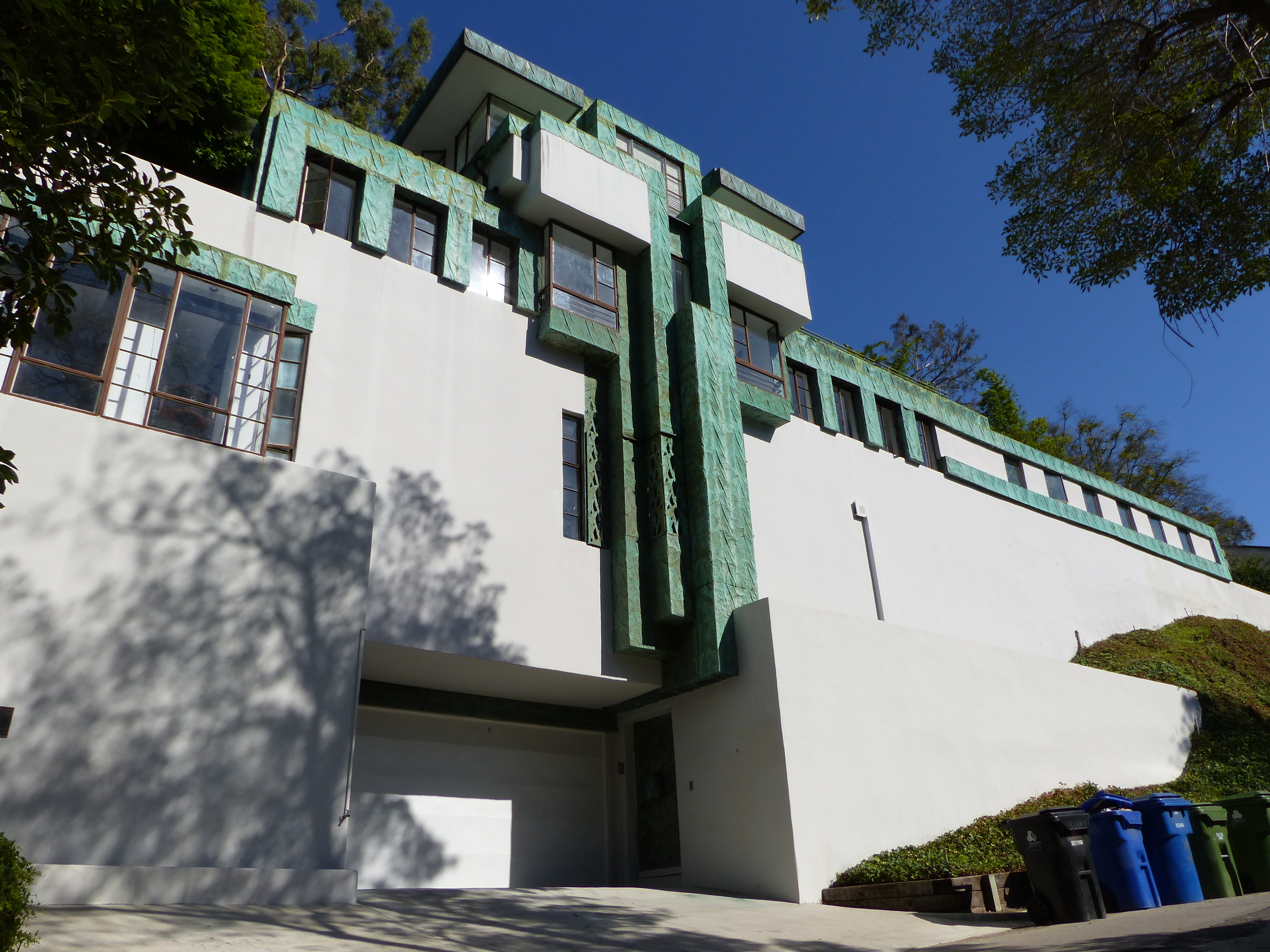
Das Samuel-Novarro House in Los Angeles (1928)
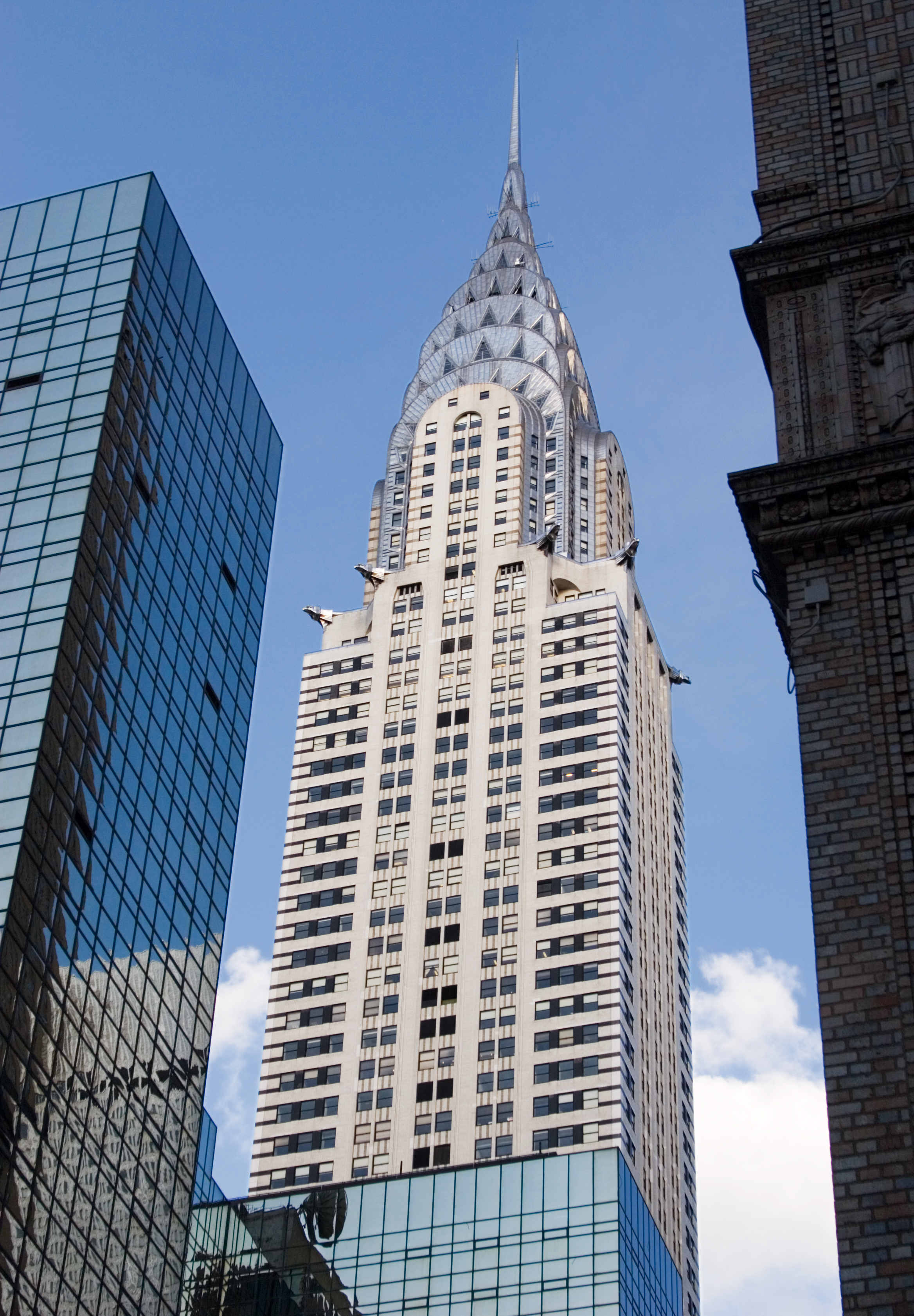
Chrysler Building in New York (erbaut 1930)
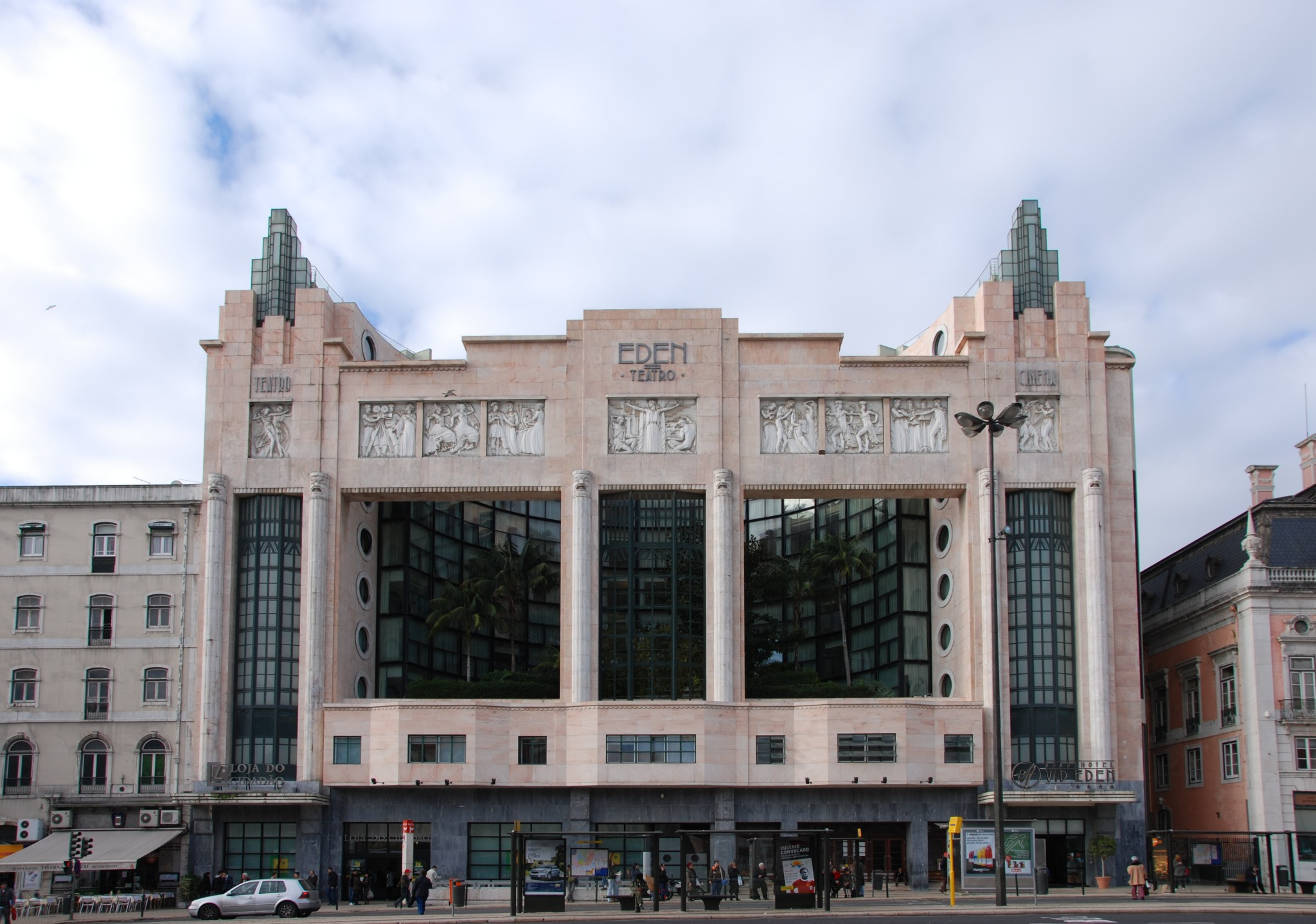
Teatro Éden in Lissabon (erbaut 1931)
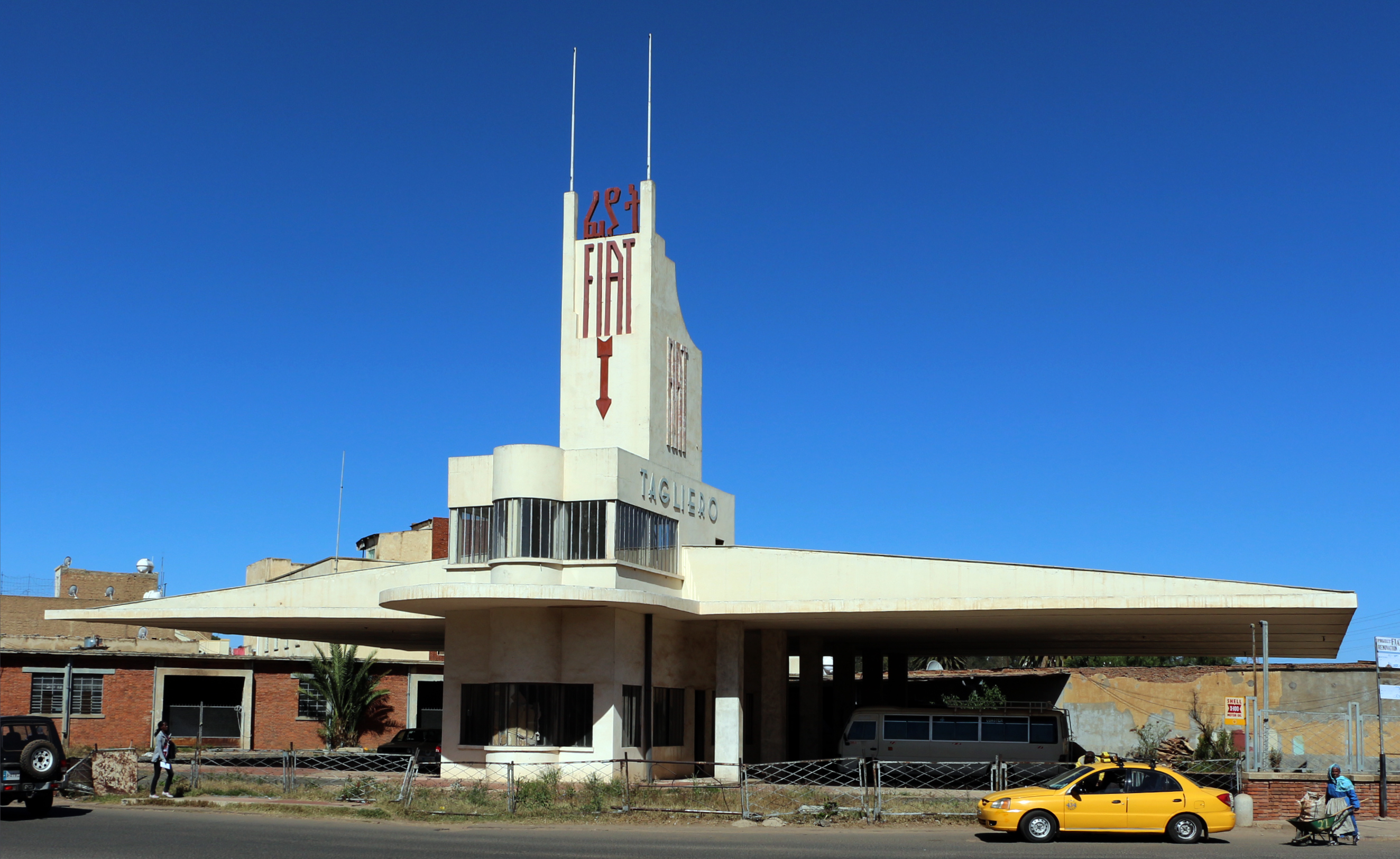
Tankstelle Fiat Tagliero in Asmara (erbaut 1938)
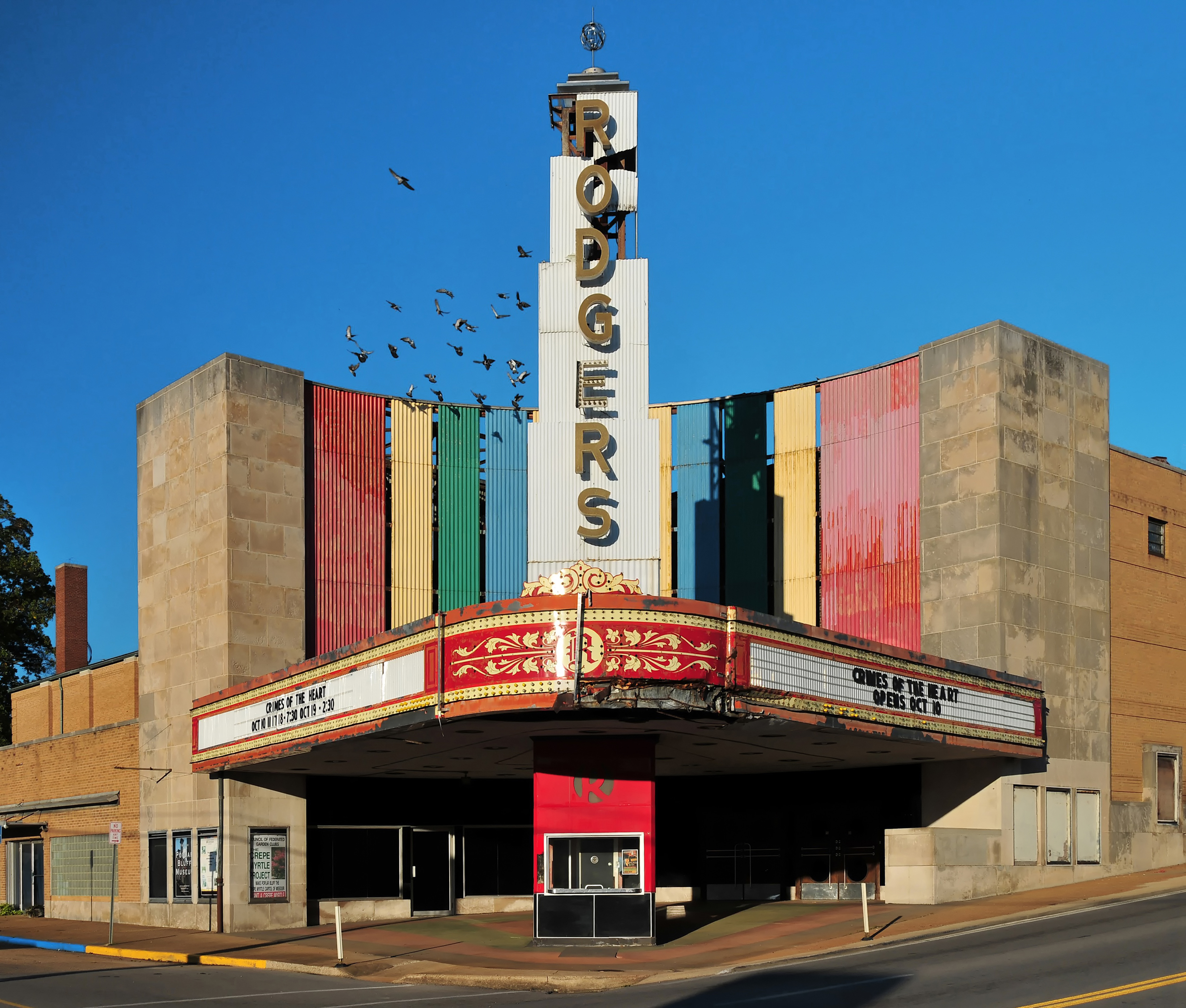
Rodgers Theatre in Poplar Bluff in Missouri (erbaut 1949)

## Nachwirkung
Dem Art déco setzte der Zweite Weltkrieg in Europa ein jähes Ende, wobei die Einflüsse in vielen Ländern auch nach 1945 sichtbar blieben. Am längsten überdauerte der Stil in den USA und Lateinamerika, vor allem in Los Angeles und New York, und floss noch in das Design der 1950er-Jahre mit ein, sichtbar auch in der Gestaltung von Automobilen und Motorrädern.
In den 1970er bis 1990er Jahren gab es Phasen der Wiederbelebung der Stilrichtung, wie auch seitdem immer wieder Zitate aus derselben verwendet werden, besonders in den 2020er Jahren.

## Museen

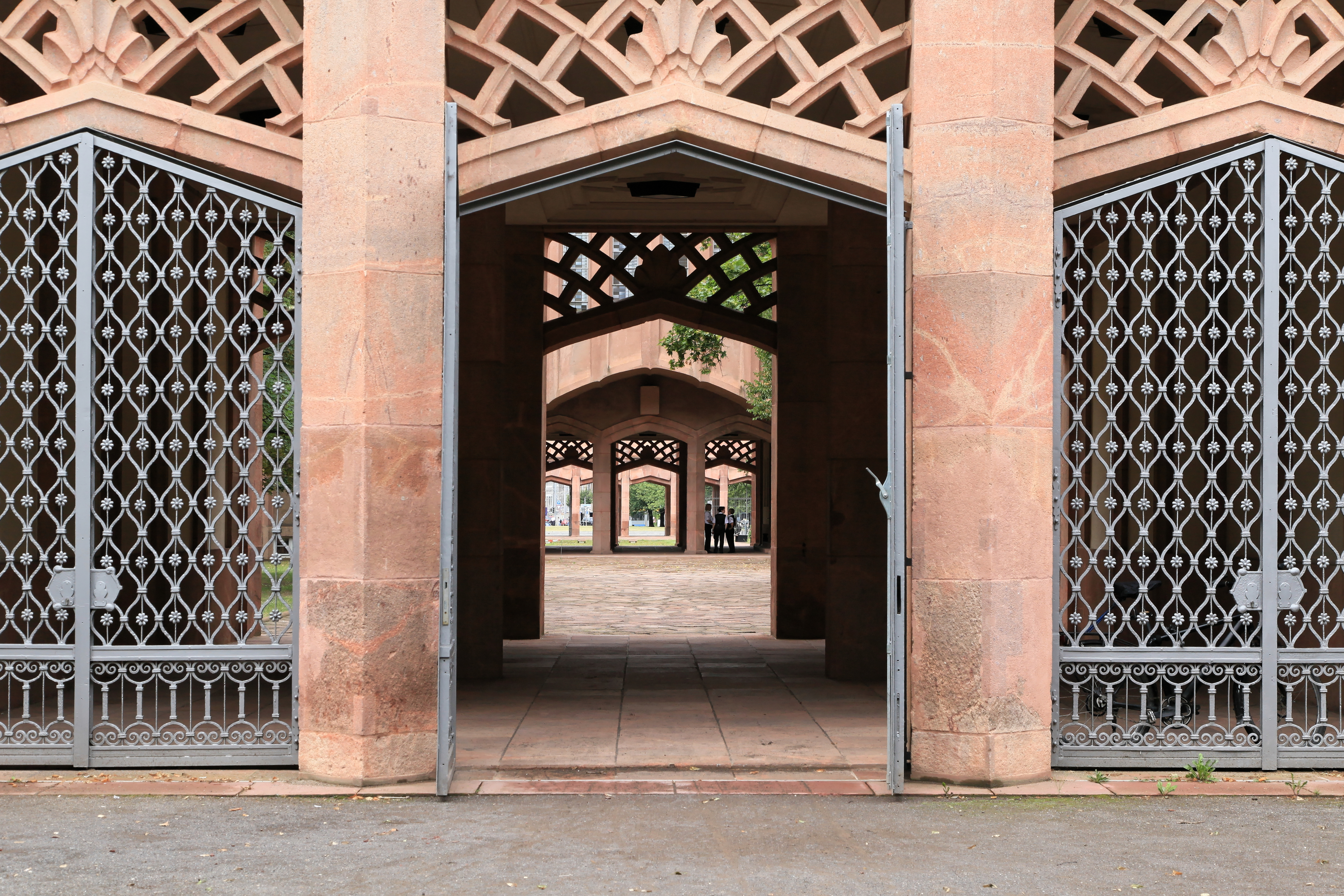
Neues Grassimuseum in Leipzig

- Das Berliner Bröhan-Museum zeigt Möbel, Porzellan, Glas, Keramik und Metallarbeiten aus der Epoche des Jugendstils und des Art déco.
- Die Casa Lis – Museo de Art Nouveau y Art Déco in Salamanca
- Das Grassi Museum für Angewandte Kunst in Leipzig von 1929 zeigt neben dem sehr typischen Gebäude des Art déco eine umfangreiche Sammlung der angewandten Kunst mit einer Abteilung zum Art déco.
- Das Museum Clockarium in Brüssel zeigt Standuhren aus Keramik im Art-déco-Stil.
- Das Museum für angewandte Kunst, MAK Wien zeigt Kunsthandwerk aus der Epoche des Jugendstils und des Art déco.

## Vertreter (Auswahl)

### Architektur
- William Van Alen (1883–1954)
  - Bekannt für das Chrysler Building in New York City, ein ikonisches Beispiel der Art-déco-Architektur.
- Ernest Cormier (1885–1980)
  - Entwarf unter anderem das Hauptgebäude der Université de Montréal, ein bedeutendes Werk des Art déco in Kanada.
- Raymond Hood (1881–1934)
  - Mitverantwortlich für das Rockefeller Center und das American Radiator Building in New York City.
- William F. Lamb (1883–1952)
  - Hauptarchitekt des Empire State Building in New York City.
- Pierre Patout (1879–1965)
  - Bekannt für den französischen Pavillon auf der Exposition internationale des Arts Décoratifs et industriels modernes 1925 in Paris.
- Joseph Urban (1872–1933)
  - Arbeitete an zahlreichen Theatern und Filmkulissen, darunter das Ziegfeld Theatre in New York City.
- Architekturbüro Wallis, Gilbert and Partners (gegr. 1916)
  - Verantwortlich für viele markante Art-déco-Industriegebäude und Kaufhäuser in Großbritannien, wie das Hoover Building.
- Ludwig Deichgräber (1893–1975)
  - Deutscher Architekt, der einige bemerkenswerte Art-déco-Gebäude in Deutschland entwarf, wie beispielsweise das Ullsteinhaus in Berlin.
- Fritz Höger (1877–1949)
  - Deutscher Architekt, dessen bekanntestes Werk das Chilehaus in Hamburg ist, ein herausragendes Beispiel des Backsteinexpressionismus, der starke Art-déco-Einflüsse aufweist.
- Paul Ludwig Troost (1878–1934)
  - Bedeutender deutscher Architekt des frühen 20. Jahrhunderts, der eine klassisch-monumentale Form des Art déco entwickelte, bekannt für seine Arbeit am Haus der Kunst in München.

### Automobile und Lokomotiven
- Norman Bel Geddes (1893–1958)
  - Einflussreicher Industriedesigner, bekannt für stromlinienförmige Designs, darunter Prototypen für Automobile und Züge.
- Raymond Loewy (1893–1986)
  - Einer der bekanntesten Industriedesigner des 20. Jahrhunderts, der das Design vieler Produkte, Automobile und Lokomotiven (z. B. S1-Dampflok) prägte.
- André Lefèbvre (1894–1964)
  - Ingenieur und Designer bei Citroën, maßgeblich an der Entwicklung des Citroën Traction Avant beteiligt, dessen stromlinienförmiges Design Art-déco-Prinzipien widerspiegelt.

### Bildhauerei und Skulptur
- Demétre Chiparus (1886–1947)
  - Berühmt für seine chryselephantinen Bronzeskulpturen von Tänzerinnen.
- Lee Lawrie (1877–1963)
  - Schuf zahlreiche monumentale Skulpturen, darunter die Atlas-Statue am Rockefeller Center.
- Jan und Joël Martel (1896–1966; 1896–1966)
  - Bekannt für kubistisch beeinflusste Skulpturen und Denkmäler, oft mit vereinfachten, geometrischen Formen.
- Paul Manship (1885–1966)
  - Schuf die Prometheus-Statue im Rockefeller Center und war bekannt für seinen klassisch-modernen Stil.
- François Pompon (1855–1933)
  - Bekannt für seine stilisierten Tierskulpturen, wie den „Eisbären“ (L'Ours blanc).
- Ferdinand Preiss (1882–1943)
  - Spezialisiert auf chryselephantine Figuren, oft junge Frauen in dynamischen Posen.
- Rudolf Belling (1886–1972)
  - Deutscher Bildhauer, der für seine abstrakten und kubistisch inspirierten Arbeiten bekannt ist, die den Weg für moderne Skulptur im Art déco ebneten (z. B. "Dreiklang").
- Josef Lorenzl (1892–1950)
  - Österreichischer Bildhauer, bekannt für seine eleganten und dynamischen Bronzestatuetten von Tänzerinnen und exotischen Figuren, oft mit chryselephantinen Elementen.
- Michael Powolny (1871–1954)
  - Österreichischer Bildhauer und Keramiker, Mitbegründer der Wiener Werkstätte, bekannt für seine stilisierten figürlichen Arbeiten und seine Rolle bei der Entwicklung des Wiener Jugendstils hin zum Art déco.

### Buchbinderei
- Pierre Legrain (1887–1929)
  - Revolutionierte das Buchbindedesign mit innovativen, geometrischen und oft abstrakten Mustern.
- Jacques Adnet (1900–1984)
  - Französischer Möbeldesigner und Innenarchitekt, der auch für seine innovativen Buchbindearbeiten bekannt war, die oft geometrische Formen und Luxusmaterialien kombinierten.

### Glaskunst
- René Lalique (1860–1945)
  - Einer der bedeutendsten Glaskünstler des Art déco, bekannt für seine Vasen, Flakons und architektonischen Glasarbeiten.
- Maurice Marinot (1882–1960)
  - Pionier der modernen Glaskunst, bekannt für seine dickwandigen, oft geblasenen Glasobjekte.
- Amalric Walter (1870–1959)
  - Bekannt für seine Pâte-de-Verre-Arbeiten, oft mit detaillierten Tier- und Pflanzenmotiven.
- François Décorchemont (1880–1971)
  - Französischer Glaskünstler, bekannt für seine Pâte-de-Verre-Technik, die er perfektionierte, um Objekte von großer Dicke und opaker Schönheit zu schaffen.
- Henri Édouard Navarre (1885–1971)
  - Französischer Glaskünstler, der für seine massiven, oft mit Luftblasen durchsetzten Glasarbeiten bekannt ist, die eine skulpturale Qualität aufweisen.

### Innenarchitektur
- Eileen Gray (1878–1976)
  - Einflussreiche Designerin und Architektin, bekannt für ihre Möbel und Innenräume, die Funktionalität und Eleganz vereinen (z. B. der Sessel „Bibendum“).
- André Groult (1884–1966)
  - Wichtiger Möbeldesigner, der elegante, feminine Formen und exotische Materialien verwendete.
- Jacques-Émile Ruhlmann (1879–1933)
  - Einer der prominentesten französischen Möbeldesigner und Innenarchitekten des Art déco, bekannt für seine luxuriösen und perfekt verarbeiteten Möbelstücke.
- Mariano Fortuny (1871–1949)
  - Spanischer Maler, Designer und Erfinder, bekannt für seine innovativen Stoffe (z. B. Delphos-Kleid) und Beleuchtungslösungen, die den Art déco maßgeblich beeinflussten.
- Jean-Michel Frank (1895–1941)
  - Französischer Innenarchitekt und Möbeldesigner, bekannt für seine minimalistischen, luxuriösen und oft mit exotischen Materialien (Pergament, Gips, Strohmarketerie) gestalteten Interieurs.

### Keramik
- Charles Catteau (1880–1966)
  - Chefdesigner der Boch Frères Fayencerie, bekannt für seine Keramik mit stilisierten Tier- und Pflanzenmotiven.
- Paul Follot (1877–1941)
  - Möbeldesigner und Keramiker, der für seine eleganten, oft floral inspirierten Art-déco-Designs bekannt war.
- Robj (akt. um 1920–1930)
  - Eine Pariser Firma, die für ihre humorvollen und stilisierten Keramikfiguren und Lampenbasen im Art-déco-Stil bekannt ist, oft als Flaschenhalter oder Parfümflaschen.

### Kunst und Design
- Adolphe Mouron Cassandre (1901–1968)
  - Berühmter Grafikdesigner, bekannt für seine ikonischen Plakate (z. B. für die Linie CGT), die den Art-déco-Stil prägten.
- Jean Dunand (1877–1942)
  - Bedeutender Lackkünstler und Metallarbeiter, bekannt für seine aufwändigen Lackarbeiten und eiförmigen Vasen.
- Jean Dupas (1882–1964)
  - Maler und Dekorateur, schuf monumentale Wandgemälde und Plakate im Art-déco-Stil (z. B. für das Passagierschiff SS Normandie).
- Tamara de Lempicka (1898–1980)
  - Eine der bekanntesten Malerinnen des Art déco, berühmt für ihre stilisierten Porträts und ihren glamourösen Stil.
- Süe et Mare (Louis Süe, 1875–1968; André Mare, 1887–1932)
  - Einflussreiches Design-Duo, das luxuriöse Möbel, Textilien und Innenräume schuf, die den Übergang vom Art Nouveau zum Art Déco markierten.
- Walter Dorwin Teague (1883–1960)
  - Pionier des Industriedesigns, der das Erscheinungsbild vieler amerikanischer Produkte (z. B. für Kodak) prägte.
- Erté (Romain de Tirtoff) (1892–1990)
  - Russisch-französischer Künstler und Designer, bekannt für seine eleganten und exotischen Modeillustrationen, Theaterkostüme und Skulpturen im Art-déco-Stil.
- George Jensen (1866–1935)
  - Dänischer Silberschmied und Designer, dessen Werkstatt für hochwertige Silberwaren im Stil des skandinavischen Art déco bekannt ist, oft mit naturalistisch-fließenden Formen.
- Jean Puiforcat (1897–1945)
  - Französischer Silberschmied und Designer, bekannt für seine geometrischen und stark vereinfachten Silberarbeiten, die zu den Höhepunkten des Art-déco-Designs zählen.